# Јерген Картеруд
Јерген Картеруд (норв. Jørgen Karterud — Осло, 6. мај 1994) професионални је норвешки хокејаш на леду који игра на позицијама крилног нападача.
Члан је сениорске репрезентације Норвешке за коју је на међународној сцени дебитовао на светском првенству 2017. године.